# 全日本第一位決定戦
全日本第一位決定戦（ぜんにほんだいいちいけっていせん）は、日本の囲碁の棋戦。前身の日本棋院第一位決定戦から発展して、出場者にそれまでの日本棋院棋士に関西棋院も加えて、1970年に開始。1975年まで5期行われ、碁聖戦に発展解消する。
- 主催 新聞囲碁連盟

全5期にわたって大竹英雄がタイトルを保持した。第5期優勝者大竹英雄は、碁聖戦第1期で挑戦者と五番勝負。

## 方式
- 挑戦手合いは三番勝負。第1期は日本棋院第一位の大竹英雄に挑戦。
- コミは4目半

## 歴代優勝者と挑戦手合
（左が優勝者）
1. 1970年 大竹英雄 2-1 藤沢秀行
2. 1971年 大竹英雄 2-0 加藤正夫
3. 1973年 大竹英雄 2-0 梶原武雄
4. 1974年 大竹英雄 2-0 藤沢秀行
5. 1975年 大竹英雄 2-1 工藤紀夫